# Turul Spaniei 2022
Turul Spaniei 2022 a fost cea de a 77-a ediție a Turului Spaniei, unul dintre cele trei mari tururi cicliste care au loc anual, alături de Turul Italiei și Turul Franței. Ediția din 2022 a avut loc în Țările de Jos și Spania între 19 august și 11 septembrie 2022. Turul a luat startul la Utrecht și s-a încheiat la Madrid.

## Echipe

### Echipe UCI World
| - AG2R Citroën Team - Astana Qazaqstan Team - Bora–Hansgrohe - Cofidis - EF Education–EasyPost - Groupama–FDJ - Ineos Grenadiers - Intermarché–Wanty–Gobert Matériaux - Israel–Premier Tech | - Lotto Soudal - Movistar Team - Quick-Step Alpha Vinyl Team - Team Bahrain Victorious - Team BikeExchange–Jayco - Team DSM - Team Jumbo–Visma - Trek–Segafredo - UAE Team Emirates |  |

### Echipe continentale profesioniste UCI
| - Alpecin–Deceuninck - Arkéa–Samsic - Burgos BH | - Equipo Kern Pharma - Euskaltel–Euskadi |  |

## Etapele programate
| Etapa | Dată   | Start – Sosire                                                    | type                  | Distanță (km) | Elevation (m) | Câștigător            | Liderul global  |
| ----- | ------ | ----------------------------------------------------------------- | --------------------- | ------------- | ------------- | --------------------- | --------------- |
| 1     | 19 aug | Utrecht – Utrecht                                                 | contratimp pe echipe  | 23,3          | 47 m          | Jumbo-Visma           | Robert Gesink   |
| 2     | 20 aug | 's-Hertogenbosch – Utrecht                                        | etapă de plat         | 175,1         | 498 m         | Sam Bennett           | Mike Teunissen  |
| 3     | 21 aug | Breda – Breda                                                     | etapă de plat         | 193,5         | 237 m         | Sam Bennett           | Edoardo Affini  |
| 4     | 23 aug | Vitoria-Gasteiz – Laguardia - Guardia                             | etapă intermediară    | 153,5         | 2.306 m       | Primož Roglič         | Primož Roglič   |
| 5     | 24 aug | Irun – Bilbao                                                     | etapă intermediară    | 187,2         | 2.985 m       | Marc Soler            | Rudy Molard     |
| 6     | 25 aug | Bilbao – Pico Jano                                                | etapă de munte        | 181,2         | 4.076 m       | Jay Vine              | Remco Evenepoel |
| 7     | 26 aug | Real Valle de Camargo – Cistierna                                 | etapă intermediară    | 190           | 3.178 m       | Jesús Herrada         | Remco Evenepoel |
| 8     | 27 aug | La Pola Llaviana – Yernes y Tameza                                | etapă de munte        | 153,4         | 3.743 m       | Jay Vine              | Remco Evenepoel |
| 9     | 28 aug | Villaviciosa – Les Praeres                                        | etapă de munte        | 171,4         | 3.698 m       | Louis Meintjes        | Remco Evenepoel |
| 10    | 30 aug | Elche – Alicante                                                  | contratimp individual | 30,9          | 177 m         | Remco Evenepoel       | Remco Evenepoel |
| 11    | 31 aug | El Pozo – Cabo de Gata                                            | etapă de plat         | 191,2         | 1.601 m       | Kaden Groves          | Remco Evenepoel |
| 12    | 1 sep  | Salobreña – Peñas Blancas                                         | etapă de munte        | 192,7         | 3.262 m       | Richard Carapaz       | Remco Evenepoel |
| 13    | 2 sep  | Ronda – Montilla                                                  | etapă de plat         | 168,4         | 1.703 m       | Mads Pedersen         | Remco Evenepoel |
| 14    | 3 sep  | Montoro – Sierra de la Pandera                                    | etapă de munte        | 160,3         | 3.337 m       | Richard Carapaz       | Remco Evenepoel |
| 15    | 4 sep  | Martos – Sierra Nevada                                            | etapă de munte        | 149,6         | 4.052 m       | Thymen Arensman       | Remco Evenepoel |
| 16    | 6 sep  | Sanlúcar de Barrameda – Tomares                                   | etapă de plat         | 189,4         | 1.002 m       | Mads Pedersen         | Remco Evenepoel |
| 17    | 7 sep  | Aracena – Monastery of Nuestra Señora de Tentudía, Calera de León | etapă intermediară    | 162,3         | 2.737 m       | Rigoberto Urán        | Remco Evenepoel |
| 18    | 8 sep  | Trujillo – Piornal                                                | etapă de munte        | 192           | 3.625 m       | Remco Evenepoel       | Remco Evenepoel |
| 19    | 9 sep  | Talavera de la Reina – Talavera de la Reina                       | etapă intermediară    | 138,3         | 2.278 m       | Mads Pedersen         | Remco Evenepoel |
| 20    | 10 sep | Moralzarzal – Puerto de Navacerrada                               | etapă de munte        | 181           | 3.983 m       | Richard Carapaz       | Remco Evenepoel |
| 21    | 11 sep | Las Rozas de Madrid – Madrid                                      | etapă de plat         | 96,7          | 871 m         | Juan Sebastián Molano | Remco Evenepoel |

## Etape

### Etapa 1
20 august 2022 – Utrecht (Țările de Jos) - Utrecht, 23,2 km (14,4 mi)
| Loc | Concurent       | Echipă           | Timp    |
| --- | --------------- | ---------------- | ------- |
| 1   | Robert Gesink   | Team Jumbo–Visma | 24' 40" |
| 2   | Primož Roglič   | Team Jumbo–Visma | +0"     |
| 3   | Chris Harper    | Team Jumbo–Visma | +0"     |
| 4   | Sepp Kuss       | Team Jumbo–Visma | +0"     |
| 5   | Rohan Dennis    | Team Jumbo–Visma | +0"     |
| 6   | Edoardo Affini  | Team Jumbo–Visma | +0"     |
| 7   | Sam Oomen       | Team Jumbo–Visma | +0"     |
| 8   | Mike Teunissen  | Team Jumbo–Visma | +0"     |
| 9   | Ethan Hayter    | Ineos Grenadiers | +13"    |
| 10  | Richard Carapaz | Ineos Grenadiers | +13"    |

| Loc | Concurent       | Echipă           | Timp    |
| --- | --------------- | ---------------- | ------- |
| 1   | Robert Gesink   | Team Jumbo–Visma | 24' 40" |
| 2   | Primož Roglič   | Team Jumbo–Visma | +0"     |
| 3   | Chris Harper    | Team Jumbo–Visma | +0"     |
| 4   | Sepp Kuss       | Team Jumbo–Visma | +0"     |
| 5   | Rohan Dennis    | Team Jumbo–Visma | +0"     |
| 6   | Edoardo Affini  | Team Jumbo–Visma | +0"     |
| 7   | Sam Oomen       | Team Jumbo–Visma | +0"     |
| 8   | Mike Teunissen  | Team Jumbo–Visma | +0"     |
| 9   | Ethan Hayter    | Ineos Grenadiers | +13"    |
| 10  | Richard Carapaz | Ineos Grenadiers | +13"    |

### Etapa a 2-a
21 august 2022 – 's-Hertogenbosch (Țările de Jos) - Utrecht (Țările de Jos), 175,1 km (108,8 mi)
| Loc | Concurent        | Echipă                  | Timp       |
| --- | ---------------- | ----------------------- | ---------- |
| 1   | Sam Bennett      | Bora–Hansgrohe          | 3h 49' 34" |
| 2   | Mads Pedersen    | Trek–Segafredo          | +0"        |
| 3   | Tim Merlier      | Alpecin–Deceuninck      | +0"        |
| 4   | Mike Teunissen   | Team Jumbo–Visma        | +0"        |
| 5   | Pascal Ackermann | UAE Team Emirates       | +0"        |
| 6   | Daniel McLay     | Arkéa–Samsic            | +0"        |
| 7   | Itamar Einhorn   | Israel–Premier Tech     | +0"        |
| 8   | Jake Stewart     | Groupama–FDJ            | +0"        |
| 9   | John Degenkolb   | Team DSM                | +0"        |
| 10  | Kaden Groves     | Team BikeExchange–Jayco | +0"        |

| Loc | Concurent        | Echipă           | Timp       |
| --- | ---------------- | ---------------- | ---------- |
| 1   | Mike Teunissen   | Team Jumbo–Visma | 3h 14' 14" |
| 2   | Edoardo Affini   | Team Jumbo–Visma | +0"        |
| 3   | Sam Oomen        | Team Jumbo–Visma | +0"        |
| 4   | Primož Roglič    | Team Jumbo–Visma | +0"        |
| 5   | Sepp Kuss        | Team Jumbo–Visma | +0"        |
| 6   | Robert Gesink    | Team Jumbo–Visma | +0"        |
| 7   | Richard Carapaz  | Ineos Grenadiers | +13"       |
| 8   | Ethan Hayter     | Ineos Grenadiers | +13"       |
| 9   | Pavel Sivakov    | Ineos Grenadiers | +13"       |
| 10  | Carlos Rodríguez | Ineos Grenadiers | +13"       |

### Etapa a 3-a
21 august 2022 – Breda (Țările de Jos) - Breda (Țările de Jos), 175,1 km (108,8 mi)
| Loc | Concurent        | Echipă                  | Timp       |
| --- | ---------------- | ----------------------- | ---------- |
| 1   | Sam Bennett      | Bora–Hansgrohe          | 4h 05' 53" |
| 2   | Mads Pedersen    | Trek–Segafredo          | +0"        |
| 3   | Daniel McLay     | Arkéa–Samsic            | +0"        |
| 4   | Bryan Coquard    | Cofidis                 | +0"        |
| 5   | Fabian Lienhard  | Groupama–FDJ            | +0"        |
| 6   | Tim Merlier      | Alpecin–Deceuninck      | +0"        |
| 7   | Kaden Groves     | Team BikeExchange–Jayco | +0"        |
| 8   | Cedric Beullens  | Lotto Soudal            | +0"        |
| 9   | Pascal Ackermann | UAE Team Emirates       | +0"        |
| 10  | Danny van Poppel | Bora–Hansgrohe          | +0"        |

| Loc | Concurent        | Echipă           | Timp       |
| --- | ---------------- | ---------------- | ---------- |
| 1   | Edoardo Affini   | Team Jumbo–Visma | 8h 20' 07" |
| 2   | Sam Oomen        | Team Jumbo–Visma | +0"        |
| 3   | Primož Roglič    | Team Jumbo–Visma | +0"        |
| 4   | Sepp Kuss        | Team Jumbo–Visma | +0"        |
| 5   | Mike Teunissen   | Team Jumbo–Visma | +0"        |
| 6   | Robert Gesink    | Team Jumbo–Visma | +0"        |
| 7   | Ethan Hayter     | Ineos Grenadiers | +13"       |
| 8   | Richard Carapaz  | Ineos Grenadiers | +13"       |
| 9   | Carlos Rodríguez | Ineos Grenadiers | +13"       |
| 10  | Pavel Sivakov    | Ineos Grenadiers | +13"       |

### Etapa a 4-a
23 august 2022 – Vitoria-Gasteiz - Laguardia, 152,5 km (94,8 mi)
| Loc | Concurent       | Echipă                      | Timp       |
| --- | --------------- | --------------------------- | ---------- |
| 1   | Primož Roglič   | Team Jumbo–Visma            | 3h 31' 05" |
| 2   | Mads Pedersen   | Trek–Segafredo              | +0"        |
| 3   | Enric Mas       | Movistar Team               | +0"        |
| 4   | Quentin Pacher  | Groupama–FDJ                | +0"        |
| 5   | Pavel Sivakov   | Ineos Grenadiers            | +0"        |
| 6   | Ben O'Connor    | AG2R Citroën Team           | +0"        |
| 7   | Ethan Hayter    | Ineos Grenadiers            | +0"        |
| 8   | Remco Evenepoel | Quick-Step Alpha Vinyl Team | +0"        |
| 9   | Wilco Kelderman | Bora–Hansgrohe              | +0"        |
| 10  | Jai Hindley     | Bora–Hansgrohe              | +0"        |

| Loc | Concurent          | Echipă                      | Timp        |
| --- | ------------------ | --------------------------- | ----------- |
| 1   | Primož Roglič      | Team Jumbo–Visma            | 11h 50' 59" |
| 2   | Sepp Kuss          | Team Jumbo–Visma            | +13"        |
| 3   | Ethan Hayter       | Ineos Grenadiers            | +26"        |
| 4   | Pavel Sivakov      | Ineos Grenadiers            | +26"        |
| 5   | Tao Geoghegan Hart | Ineos Grenadiers            | +26"        |
| 6   | Remco Evenepoel    | Quick-Step Alpha Vinyl Team | +27"        |
| 7   | Richard Carapaz    | Ineos Grenadiers            | +33"        |
| 8   | Carlos Rodríguez   | Ineos Grenadiers            | +33"        |
| 9   | Mads Pedersen      | Trek–Segafredo              | +34"        |
| 10  | Simon Yates        | Team BikeExchange–Jayco     | +51"        |

### Etapa a 5-a
24 august 2022 – Irun - Bilbao, 187,2 km (116,3 mi)
| Loc | Concurent          | Echipă                  | Timp       |
| --- | ------------------ | ----------------------- | ---------- |
| 1   | Marc Soler         | UAE Team Emirates       | 4h 15' 23" |
| 2   | Daryl Impey        | Israel–Premier Tech     | +4"        |
| 3   | Fred Wright        | Team Bahrain Victorious | +4"        |
| 4   | Rudy Molard        | Groupama–FDJ            | +4"        |
| 5   | Lawson Craddock    | Team BikeExchange–Jayco | +4"        |
| 6   | Nikias Arndt       | Team DSM                | +4"        |
| 7   | Victor Langellotti | Burgos BH               | +4"        |
| 8   | Vadim Pronskiy     | Astana Qazaqstan Team   | +4"        |
| 9   | Gregor Mühlberger  | Movistar Team           | +4"        |
| 10  | Roger Adrià        | Equipo Kern Pharma      | +4"        |

| Loc | Concurent          | Echipă                      | Timp        |
| --- | ------------------ | --------------------------- | ----------- |
| 1   | Rudy Molard        | Groupama–FDJ                | 16h 07' 22" |
| 2   | Fred Wright        | Team Bahrain Victorious     | +2"         |
| 3   | Nikias Arndt       | Team DSM                    | +1' 09"     |
| 4   | Lawson Craddock    | Team BikeExchange–Jayco     | +2' 27"     |
| 5   | Primož Roglič      | Team Jumbo–Visma            | +4' 09"     |
| 6   | Sepp Kuss          | Team Jumbo–Visma            | +4' 22"     |
| 7   | Pavel Sivakov      | Ineos Grenadiers            | +4' 35"     |
| 8   | Tao Geoghegan Hart | Ineos Grenadiers            | +4' 35"     |
| 9   | Remco Evenepoel    | Quick-Step Alpha Vinyl Team | +4' 36"     |
| 10  | Richard Carapaz    | Ineos Grenadiers            | +4' 42"     |

### Etapa a 6-a
25 august 2022 – Bilbao - Pico Jano (San Miguel de Aguayo), 181,2 km (112,6 mi)
| Loc | Concurent          | Echipă                      | Timp       |
| --- | ------------------ | --------------------------- | ---------- |
| 1   | Jay Vine           | Alpecin–Deceuninck          | 4h 38' 00" |
| 2   | Remco Evenepoel    | Quick-Step Alpha Vinyl Team | +15"       |
| 3   | Enric Mas          | Movistar Team               | +16"       |
| 4   | Juan Ayuso         | UAE Team Emirates           | +55"       |
| 5   | Primož Roglič      | Team Jumbo–Visma            | +1' 37"    |
| 6   | Pavel Sivakov      | Ineos Grenadiers            | +1' 37"    |
| 7   | Tao Geoghegan Hart | Ineos Grenadiers            | +1' 37"    |
| 8   | Jai Hindley        | Bora–Hansgrohe              | +1' 37"    |
| 9   | Carlos Rodríguez   | Ineos Grenadiers            | +1' 37"    |
| 10  | Simon Yates        | Team BikeExchange–Jayco     | +1' 37"    |

| Loc | Concurent          | Echipă                      | Timp        |
| --- | ------------------ | --------------------------- | ----------- |
| 1   | Remco Evenepoel    | Quick-Step Alpha Vinyl Team | 20h 50' 07" |
| 2   | Rudy Molard        | Groupama–FDJ                | +21"        |
| 3   | Enric Mas          | Movistar Team               | +28"        |
| 4   | Primož Roglič      | Team Jumbo–Visma            | +1' 01"     |
| 5   | Juan Ayuso         | UAE Team Emirates           | +1' 12"     |
| 6   | Pavel Sivakov      | Ineos Grenadiers            | +1' 27"     |
| 7   | Tao Geoghegan Hart | Ineos Grenadiers            | +1' 27"     |
| 8   | Carlos Rodríguez   | Ineos Grenadiers            | +1' 34"     |
| 9   | Simon Yates        | Team BikeExchange–Jayco     | +1' 52"     |
| 10  | João Almeida       | UAE Team Emirates           | +1' 54"     |

### Etapa a 7-a
26 august 2022 – Camargo - Cistierna, 190 km (120 mi)
| Loc | Concurent           | Echipă                  | Timp       |
| --- | ------------------- | ----------------------- | ---------- |
| 1   | Jesús Herrada       | Cofidis                 | 4h 30' 58" |
| 2   | Samuele Battistella | Astana Qazaqstan Team   | +0"        |
| 3   | Fred Wright         | Team Bahrain Victorious | +0"        |
| 4   | Jimmy Janssens      | Alpecin–Deceuninck      | +0"        |
| 5   | Harry Sweeny        | Lotto Soudal            | +0"        |
| 6   | Sam Bennett         | Bora–Hansgrohe          | +29"       |
| 7   | Jake Stewart        | Groupama–FDJ            | +29"       |
| 8   | Kaden Groves        | Team BikeExchange–Jayco | +29"       |
| 9   | Mads Pedersen       | Trek–Segafredo          | +29"       |
| 10  | Daniel McLay        | Arkéa–Samsic            | +29"       |

| Loc | Concurent          | Echipă                      | Timp        |
| --- | ------------------ | --------------------------- | ----------- |
| 1   | Remco Evenepoel    | Quick-Step Alpha Vinyl Team | 25h 21' 34" |
| 2   | Rudy Molard        | Groupama–FDJ                | +21"        |
| 3   | Enric Mas          | Movistar Team               | +28"        |
| 4   | Primož Roglič      | Team Jumbo–Visma            | +1' 01"     |
| 5   | Juan Ayuso         | UAE Team Emirates           | +1' 12"     |
| 6   | Pavel Sivakov      | Ineos Grenadiers            | +1' 27"     |
| 7   | Tao Geoghegan Hart | Ineos Grenadiers            | +1' 27"     |
| 8   | Carlos Rodríguez   | Ineos Grenadiers            | +1' 34"     |
| 9   | Simon Yates        | Team BikeExchange–Jayco     | +1' 52"     |
| 10  | João Almeida       | UAE Team Emirates           | +1' 54"     |

### Etapa a 8-a
27 august 2022 – La Pola Llaviana - Colláu Fancuaya, 153,4 km (95,3 mi)
| Loc | Concurent             | Echipă                             | Timp       |
| --- | --------------------- | ---------------------------------- | ---------- |
| 1   | Jay Vine              | Alpecin–Deceuninck                 | 4h 05' 25" |
| 2   | Marc Soler            | UAE Team Emirates                  | +43"       |
| 3   | Rein Taaramäe         | Intermarché–Wanty–Gobert Matériaux | +43"       |
| 4   | Thibaut Pinot         | Groupama–FDJ                       | +47"       |
| 5   | Remco Evenepoel       | Quick-Step Alpha Vinyl Team        | +1' 20"    |
| 6   | Enric Mas             | Movistar Team                      | +1' 20"    |
| 7   | Primož Roglič         | Team Jumbo–Visma                   | +1' 20"    |
| 8   | Simon Yates           | Team BikeExchange–Jayco            | +1' 33"    |
| 9   | Carlos Rodríguez      | Ineos Grenadiers                   | +1' 33"    |
| 10  | Sebastien Reichenbach | Groupama–FDJ                       | +1' 42"    |

| Loc | Concurent          | Echipă                      | Timp        |
| --- | ------------------ | --------------------------- | ----------- |
| 1   | Remco Evenepoel    | Quick-Step Alpha Vinyl Team | 29h 28' 19" |
| 2   | Enric Mas          | Movistar Team               | +28"        |
| 3   | Primož Roglič      | Team Jumbo–Visma            | +1' 01"     |
| 4   | Carlos Rodríguez   | Ineos Grenadiers            | +1' 47"     |
| 5   | Tao Geoghegan Hart | Ineos Grenadiers            | +1' 54"     |
| 6   | Juan Ayuso         | UAE Team Emirates           | +2' 02"     |
| 7   | Simon Yates        | Team BikeExchange–Jayco     | +2' 05"     |
| 8   | João Almeida       | UAE Team Emirates           | +2' 44"     |
| 9   | Jai Hindley        | Bora–Hansgrohe              | +2' 51"     |
| 10  | Ben O'Connor       | AG2R Citroën Team           | +2' 59"     |

### Etapa a 9-a
28 august 2022 – Villaviciosa - Les Praeres, 171,4 km (106,5 mi)
| Loc | Concurent           | Echipă                             | Timp       |
| --- | ------------------- | ---------------------------------- | ---------- |
| 1   | Louis Meintjes      | Intermarché–Wanty–Gobert Matériaux | 4h 32' 25" |
| 2   | Samuele Battistella | Astana Qazaqstan Team              | +1' 01"    |
| 3   | Edoardo Zambanini   | Team Bahrain Victorious            | +1' 14"    |
| 4   | Remco Evenepoel     | Quick-Step Alpha Vinyl Team        | +1' 34"    |
| 5   | Filippo Conca       | Lotto Soudal                       | +1' 58"    |
| 6   | Juan Ayuso          | UAE Team Emirates                  | +2' 08"    |
| 7   | Simon Guglielmi     | Arkéa–Samsic                       | +2' 08"    |
| 8   | Enric Mas           | Movistar Team                      | +2' 18"    |
| 9   | Carlos Rodríguez    | Ineos Grenadiers                   | +2' 20"    |
| 10  | Primož Roglič       | Team Jumbo–Visma                   | +2' 26"    |

| Loc | Concurent          | Echipă                      | Timp        |
| --- | ------------------ | --------------------------- | ----------- |
| 1   | Remco Evenepoel    | Quick-Step Alpha Vinyl Team | 34h 02' 32" |
| 2   | Enric Mas          | Movistar Team               | +1' 12"     |
| 3   | Primož Roglič      | Team Jumbo–Visma            | +1' 53"     |
| 4   | Carlos Rodríguez   | Ineos Grenadiers            | +2' 33"     |
| 5   | Juan Ayuso         | UAE Team Emirates           | +2' 36"     |
| 6   | Simon Yates        | Team BikeExchange–Jayco     | +3' 08"     |
| 7   | João Almeida       | UAE Team Emirates           | +4' 32"     |
| 8   | Miguel Ángel López | Astana Qazaqstan Team       | +5' 03"     |
| 9   | Jai Hindley        | Bora–Hansgrohe              | +5' 36"     |
| 10  | Pavel Sivakov      | Ineos Grenadiers            | +5' 39"     |

### Etapa a 10-a
30 august 2022 – Elche - Alicante, 30,9 km (19,2 mi)
| Loc | Concurent          | Echipă                      | Timp    |
| --- | ------------------ | --------------------------- | ------- |
| 1   | Remco Evenepoel    | Quick-Step Alpha Vinyl Team | 33' 18" |
| 2   | Primož Roglič      | Team Jumbo–Visma            | +48"    |
| 3   | Remi Cavagna       | Quick-Step Alpha Vinyl Team | +1' 00" |
| 4   | Carlos Rodríguez   | Ineos Grenadiers            | +1' 22" |
| 5   | Pavel Sivakov      | Ineos Grenadiers            | +1' 27" |
| 6   | Lawson Craddock    | Team BikeExchange–Jayco     | +1' 37" |
| 7   | Simon Yates        | Team BikeExchange–Jayco     | +1' 42" |
| 8   | Tao Geoghegan Hart | Ineos Grenadiers            | +1' 46" |
| 9   | Miguel Ángel López | Astana Qazaqstan Team       | +1' 47" |
| 10  | Enric Mas          | Movistar Team               | +1' 51" |

| Loc | Concurent          | Echipă                      | Timp        |
| --- | ------------------ | --------------------------- | ----------- |
| 1   | Remco Evenepoel    | Quick-Step Alpha Vinyl Team | 34h 35' 50" |
| 2   | Primož Roglič      | Team Jumbo–Visma            | +2' 41"     |
| 3   | Enric Mas          | Movistar Team               | +3' 03"     |
| 4   | Carlos Rodríguez   | Ineos Grenadiers            | +3' 55"     |
| 5   | Simon Yates        | Team BikeExchange–Jayco     | +4' 50"     |
| 6   | Juan Ayuso         | UAE Team Emirates           | +4' 53"     |
| 7   | João Almeida       | UAE Team Emirates           | +6' 45"     |
| 8   | Miguel Ángel López | Astana Qazaqstan Team       | +6' 50"     |
| 9   | Pavel Sivakov      | Ineos Grenadiers            | +7' 06"     |
| 10  | Tao Geoghegan Hart | Ineos Grenadiers            | +7' 37"     |

### Etapa a 11-a
31 august 2022 – ElPozo Alimentación - Cabo de Gata, 191,2 km (118,8 mi)
| Loc | Concurent        | Echipă                             | Timp       |
| --- | ---------------- | ---------------------------------- | ---------- |
| 1   | Kaden Groves     | Team BikeExchange–Jayco            | 5h 03' 14" |
| 2   | Danny van Poppel | Bora–Hansgrohe                     | +0"        |
| 3   | Tim Merlier      | Alpecin–Deceuninck                 | +0"        |
| 4   | Sebastian Molano | UAE Team Emirates                  | +0"        |
| 5   | Mads Pedersen    | Trek–Segafredo                     | +0"        |
| 6   | Daniel McLay     | Arkéa–Samsic                       | +0"        |
| 7   | John Degenkolb   | Team DSM                           | +0"        |
| 8   | Fred Wright      | Team Bahrain Victorious            | +0"        |
| 9   | Cédric Beullens  | Lotto Soudal                       | +0"        |
| 10  | Boy van Poppel   | Intermarché–Wanty–Gobert Matériaux | +0"        |

| Loc | Concurent          | Echipă                      | Timp        |
| --- | ------------------ | --------------------------- | ----------- |
| 1   | Remco Evenepoel    | Quick-Step Alpha Vinyl Team | 39h 39' 04" |
| 2   | Primož Roglič      | Team Jumbo–Visma            | +2' 41"     |
| 3   | Enric Mas          | Movistar Team               | +3' 03"     |
| 4   | Carlos Rodríguez   | Ineos Grenadiers            | +3' 55"     |
| 5   | Juan Ayuso         | UAE Team Emirates           | +4' 50"     |
| 6   | João Almeida       | UAE Team Emirates           | +6' 45"     |
| 7   | Miguel Ángel López | Astana Qazaqstan Team       | +6' 50"     |
| 8   | Tao Geoghegan Hart | Ineos Grenadiers            | +7' 37"     |
| 9   | Ben O'Connor       | AG2R Citroën Team           | +7' 46"     |
| 10  | Thymen Arensman    | Team DSM                    | +8' 44"     |

### Etapa a 12-a
1 septembrie 2022 – Salobreña - Peñas Blancas, 195,5 km (121,5 mi)
| Loc | Concurent          | Echipă                | Timp       |
| --- | ------------------ | --------------------- | ---------- |
| 1   | Richard Carapaz    | Ineos Grenadiers      | 4h 38' 26" |
| 2   | Wilco Kelderman    | Bora–Hansgrohe        | +9"        |
| 3   | Marc Soler         | UAE Team Emirates     | +24"       |
| 4   | Jan Polanc         | UAE Team Emirates     | +26"       |
| 5   | Marco Brenner      | Team DSM              | +34"       |
| 6   | Élie Gesbert       | Arkéa–Samsic          | +56"       |
| 7   | Jay Vine           | Alpecin–Deceuninck    | +1' 12"    |
| 8   | Carl Fredrik Hagen | Israel–Premier Tech   | +1' 23"    |
| 9   | James Shaw         | EF Education–EasyPost | +3' 04"    |
| 10  | Matteo Fabbro      | Bora–Hansgrohe        | +3' 04"    |

| Loc | Concurent          | Echipă                      | Timp        |
| --- | ------------------ | --------------------------- | ----------- |
| 1   | Remco Evenepoel    | Quick-Step Alpha Vinyl Team | 44h 25' 09" |
| 2   | Primož Roglič      | Team Jumbo–Visma            | +2' 41"     |
| 3   | Enric Mas          | Movistar Team               | +3' 03"     |
| 4   | Carlos Rodríguez   | Ineos Grenadiers            | +4' 06"     |
| 5   | Juan Ayuso         | UAE Team Emirates           | +4' 53"     |
| 6   | Wilco Kelderman    | Bora–Hansgrohe              | +6' 28"     |
| 7   | Miguel Ángel López | Astana Qazaqstan Team       | +6' 56"     |
| 8   | João Almeida       | UAE Team Emirates           | +7' 18"     |
| 9   | Jan Polanc         | UAE Team Emirates           | +8' 00"     |
| 10  | Tao Geoghegan Hart | Ineos Grenadiers            | +8' 05"     |

### Etapa a 13-a
2 septembrie 2022 – Ronda - Montilla, 171 km (106 mi)
| Loc | Concurent        | Echipă                  | Timp       |
| --- | ---------------- | ----------------------- | ---------- |
| 1   | Mads Pedersen    | Trek–Segafredo          | 3h 46' 01" |
| 2   | Bryan Coquard    | Cofidis                 | +0"        |
| 3   | Pascal Ackermann | UAE Team Emirates       | +0"        |
| 4   | Fred Wright      | Team Bahrain Victorious | +0"        |
| 5   | Danny van Poppel | Bora–Hansgrohe          | +0"        |
| 6   | Quentin Pacher   | Groupama–FDJ            | +0"        |
| 7   | Jesús Ezquerra   | Burgos BH               | +0"        |
| 8   | Maxim Van Gils   | Lotto Soudal            | +0"        |
| 9   | Primož Roglič    | Team Jumbo–Visma        | +0"        |
| 10  | Urko Berrade     | Equipo Kern Pharma      | +0"        |

| Loc | Concurent          | Echipă                      | Timp        |
| --- | ------------------ | --------------------------- | ----------- |
| 1   | Remco Evenepoel    | Quick-Step Alpha Vinyl Team | 48h 11' 10" |
| 2   | Primož Roglič      | Team Jumbo–Visma            | +2' 41"     |
| 3   | Enric Mas          | Movistar Team               | +3' 03"     |
| 4   | Carlos Rodríguez   | Ineos Grenadiers            | +4' 06"     |
| 5   | Juan Ayuso         | UAE Team Emirates           | +4' 53"     |
| 6   | Wilco Kelderman    | Bora–Hansgrohe              | +6' 28"     |
| 7   | Miguel Ángel López | Astana Qazaqstan Team       | +6' 56"     |
| 8   | João Almeida       | UAE Team Emirates           | +7' 18"     |
| 9   | Jan Polanc         | UAE Team Emirates           | +8' 00"     |
| 10  | Tao Geoghegan Hart | Ineos Grenadiers            | +8' 05"     |

### Etapa a 14-a
3 septembrie 2022 – Montoro - Sierra de La Pandera, 160,3 km (99,6 mi)
| Loc | Concurent          | Echipă                      | Timp       |
| --- | ------------------ | --------------------------- | ---------- |
| 1   | Richard Carapaz    | Ineos Grenadiers            | 4h 09' 27" |
| 2   | Miguel Ángel López | Astana Qazaqstan Team       | +8"        |
| 3   | Primož Roglič      | Team Jumbo–Visma            | +8"        |
| 4   | João Almeida       | UAE Team Emirates           | +27"       |
| 5   | Carlos Rodríguez   | Ineos Grenadiers            | +36"       |
| 6   | Enric Mas          | Movistar Team               | +36"       |
| 7   | Thymen Arensman    | Team DSM                    | +51"       |
| 8   | Remco Evenepoel    | Quick-Step Alpha Vinyl Team | +56"       |
| 9   | Juan Ayuso         | UAE Team Emirates           | +56"       |
| 10  | Wilco Kelderman    | Bora–Hansgrohe              | +1' 24"    |

| Loc | Concurent          | Echipă                      | Timp        |
| --- | ------------------ | --------------------------- | ----------- |
| 1   | Remco Evenepoel    | Quick-Step Alpha Vinyl Team | 52h 21' 33" |
| 2   | Primož Roglič      | Team Jumbo–Visma            | +1' 49"     |
| 3   | Enric Mas          | Movistar Team               | +2' 43"     |
| 4   | Carlos Rodríguez   | Ineos Grenadiers            | +3' 46"     |
| 5   | Juan Ayuso         | UAE Team Emirates           | +4' 53"     |
| 6   | Miguel Ángel López | Astana Qazaqstan Team       | +6' 02"     |
| 7   | João Almeida       | UAE Team Emirates           | +6' 49"     |
| 8   | Wilco Kelderman    | Bora–Hansgrohe              | +6' 56"     |
| 9   | Tao Geoghegan Hart | Ineos Grenadiers            | +8' 49"     |
| 10  | Ben O'Connor       | AG2R Citroën Team           | +9' 12"     |

### Etapa a 15-a
4 septembrie 2022 – Martos - Sierra Nevada, 148,1 km (92,0 mi)
| Loc | Concurent                        | Echipă                             | Timp       |
| --- | -------------------------------- | ---------------------------------- | ---------- |
| 1   | Thymen Arensman                  | Team DSM                           | 4h 17' 17" |
| 2   | Enric Mas                        | Movistar Team                      | +1' 23"    |
| 3   | Miguel Ángel López               | Astana Qazaqstan Team              | +1' 25"    |
| 4   | Format:Country data aus Jay Vine | Alpecin–Deceuninck                 | +1' 30"    |
| 5   | Primož Roglič                    | Team Jumbo–Visma                   | +1' 44"    |
| 6   | Ben O'Connor                     | AG2R Citroën Team                  | +1' 44"    |
| 7   | Juan Ayuso                       | UAE Team Emirates                  | +1' 55"    |
| 8   | Jai Hindley                      | Bora–Hansgrohe                     | +1' 55"    |
| 9   | Louis Meintjes                   | Intermarché–Wanty–Gobert Matériaux | +1' 55"    |
| 10  | Remco Evenepoel                  | Quick-Step Alpha Vinyl Team        | +1' 59"    |

| Loc | Concurent          | Echipă                      | Timp        |
| --- | ------------------ | --------------------------- | ----------- |
| 1   | Remco Evenepoel    | Quick-Step Alpha Vinyl Team | 56h 40' 49" |
| 2   | Primož Roglič      | Team Jumbo–Visma            | +1' 34"     |
| 3   | Enric Mas          | Movistar Team               | +2' 01"     |
| 4   | Juan Ayuso         | UAE Team Emirates           | +4' 49"     |
| 5   | Carlos Rodríguez   | Ineos Grenadiers            | +5' 16"     |
| 6   | Miguel Ángel López | Astana Qazaqstan Team       | +5' 24"     |
| 7   | João Almeida       | UAE Team Emirates           | +7' 00"     |
| 8   | Thymen Arensman    | Team DSM                    | +7' 05"     |
| 9   | Ben O'Connor       | AG2R Citroën Team           | +8' 57"     |
| 10  | Jai Hindley        | Bora–Hansgrohe              | +11' 36"    |

### Etapa a 16-a
6 septembrie 2022 – Sanlúcar de Barrameda - Tomares, 188,9 km (117,4 mi)
| Loc | Concurent           | Echipă                  | Timp       |
| --- | ------------------- | ----------------------- | ---------- |
| 1   | Mads Pedersen       | Trek–Segafredo          | 4h 45' 29" |
| 2   | Pascal Ackermann    | Movistar Team           | +0"        |
| 3   | Danny van Poppel    | Bora–Hansgrohe          | +0"        |
| 4   | Fred Wright         | Team Bahrain Victorious | +0"        |
| 5   | Quentin Pacher      | Groupama–FDJ            | +8"        |
| 6   | Samuele Battistella | Astana Qazaqstan Team   | +8""       |
| 7   | Cédric Beullens     | Lotto Soudal            | +8"        |
| 8   | Clement Russo       | Arkéa–Samsic            | +8"        |
| 9   | Jesús Ezquerra      | Burgos BH               | +8"        |
| 10  | Julius van den Berg | EF Education–EasyPost   | +8"        |

| Loc | Concurent          | Echipă                      | Timp        |
| --- | ------------------ | --------------------------- | ----------- |
| 1   | Remco Evenepoel    | Quick-Step Alpha Vinyl Team | 61h 26' 26" |
| 2   | Primož Roglič      | Team Jumbo–Visma            | +1' 26"     |
| 3   | Enric Mas          | Movistar Team               | +2' 01"     |
| 4   | Juan Ayuso         | UAE Team Emirates           | +4' 49"     |
| 5   | Carlos Rodríguez   | Ineos Grenadiers            | +5' 16"     |
| 6   | Miguel Ángel López | Astana Qazaqstan Team       | +5' 24"     |
| 7   | João Almeida       | UAE Team Emirates           | +7' 00"     |
| 8   | Thymen Arensman    | Team DSM                    | +7' 05"     |
| 9   | Ben O'Connor       | AG2R Citroën Team           | +8' 57"     |
| 10  | Jai Hindley        | Bora–Hansgrohe              | +11' 36"    |

### Etapa a 17-a
7 septembrie 2022 – Aracena - Monasterio de Tentudía, 160,0 km (99,4 mi)
| Loc | Concurent            | Echipă                  | Timp       |
| --- | -------------------- | ----------------------- | ---------- |
| 1   | Rigoberto Uran       | EF Education–EasyPost   | 3h 42' 28" |
| 2   | Quentin Pacher       | Groupama–FDJ            | +0"        |
| 3   | Jesús Herrada        | Cofidis                 | +2"        |
| 4   | Marc Soler           | UAE Team Emirates       | +15"       |
| 5   | Kenny Elissonde      | Trek–Segafredo          | +26"       |
| 6   | Clément Champoussin  | AG2R Citroën Team       | +29"       |
| 7   | Alessandro De Marchi | Israel–Premier Tech     | +46"       |
| 8   | Bob Jungels          | AG2R Citroën Team       | +55"       |
| 9   | Élie Gesbert         | Arkéa–Samsic            | +1' 09"    |
| 10  | Lawson Craddock      | Team BikeExchange–Jayco | +1' 09"    |

| Loc | Concurent          | Echipă                      | Timp        |
| --- | ------------------ | --------------------------- | ----------- |
| 1   | Remco Evenepoel    | Quick-Step Alpha Vinyl Team | 65h 14' 05" |
| 2   | Enric Mas          | Movistar Team               | +2' 01"     |
| 3   | Juan Ayuso         | UAE Team Emirates           | +4' 51"     |
| 4   | Carlos Rodríguez   | Ineos Grenadiers            | +5' 20"     |
| 5   | Miguel Ángel López | Astana Qazaqstan Team       | +5' 33"     |
| 6   | João Almeida       | UAE Team Emirates           | +6' 51"     |
| 7   | Thymen Arensman    | Team DSM                    | +7' 46"     |
| 8   | Ben O'Connor       | AG2R Citroën Team           | +9' 11"     |
| 8   | Rigoberto Uran     | EF Education–EasyPost       | +9' 33"     |
| 10  | Jai Hindley        | Bora–Hansgrohe              | +11' 40"    |

### Etapa a 18-a
8 septembrie 2022 – Trujillo - Alto del Piornal, 191,7 km (119,1 mi)
| Loc | Concurent          | Echipă                      | Timp       |
| --- | ------------------ | --------------------------- | ---------- |
| 1   | Remco Evenepoel    | Quick-Step Alpha Vinyl Team | 4h 45' 17" |
| 2   | Enric Mas          | Movistar Team               | +2"        |
| 3   | Robert Gesink      | Team Jumbo–Visma            | +2"        |
| 4   | Jai Hindley        | Bora–Hansgrohe              | +13"       |
| 5   | Thymen Arensman    | Team DSM                    | +13"       |
| 6   | Thibaut Pinot      | Groupama–FDJ                | +13"       |
| 7   | Ben O'Connor       | AG2R Citroën Team           | +13"       |
| 8   | Juan Ayuso         | UAE Team Emirates           | +13"       |
| 9   | Miguel Ángel López | Astana Qazaqstan Team       | +13"       |
| 10  | João Almeida       | UAE Team Emirates           | +13"       |

| Loc | Concurent          | Echipă                      | Timp        |
| --- | ------------------ | --------------------------- | ----------- |
| 1   | Remco Evenepoel    | Quick-Step Alpha Vinyl Team | 69h 59' 12" |
| 2   | Enric Mas          | Movistar Team               | +2' 07"     |
| 3   | Juan Ayuso         | UAE Team Emirates           | +5' 14"     |
| 4   | Miguel Ángel López | Astana Qazaqstan Team       | +5' 56"     |
| 5   | Carlos Rodríguez   | Ineos Grenadiers            | +6' 49"     |
| 6   | João Almeida       | UAE Team Emirates           | +7' 14"     |
| 7   | Thymen Arensman    | Team DSM                    | +8' 09"     |
| 8   | Ben O'Connor       | AG2R Citroën Team           | +9' 34"     |
| 8   | Rigoberto Uran     | EF Education–EasyPost       | +9' 56"     |
| 10  | Jai Hindley        | Bora–Hansgrohe              | +12' 03"    |

### Etapa a 19-a
9 septembrie 2022 – Talavera de la Reina - Talavera de la Reina, 132,7 km (82,5 mi)
| Loc | Concurent          | Echipă                  | Timp       |
| --- | ------------------ | ----------------------- | ---------- |
| 1   | Mads Pedersen      | Trek–Segafredo          | 3h 19' 11" |
| 2   | Fred Wright        | Team Bahrain Victorious | +0"        |
| 3   | Gianni Vermeersch  | Alpecin–Deceuninck      | +0"        |
| 4   | Ben Turner         | Ineos Grenadiers        | +0"        |
| 5   | Mike Teunissen     | Team Jumbo–Visma        | +0"        |
| 6   | Jonas Koch         | Bora–Hansgrohe          | +0"        |
| 7   | Omer Goldstein     | Israel–Premier Tech     | +0"        |
| 8   | Raúl García Pierna | Equipo Kern Pharma      | +0"        |
| 9   | Miguel Ángel López | Astana Qazaqstan Team   | +0"        |
| 10  | Dylan van Baarle   | Ineos Grenadiers        | +0"        |

| Loc | Concurent          | Echipă                      | Timp        |
| --- | ------------------ | --------------------------- | ----------- |
| 1   | Remco Evenepoel    | Quick-Step Alpha Vinyl Team | 73h 18' 23" |
| 2   | Enric Mas          | Movistar Team               | +2' 07"     |
| 3   | Juan Ayuso         | UAE Team Emirates           | +5' 14"     |
| 4   | Miguel Ángel López | Astana Qazaqstan Team       | +5' 56"     |
| 5   | Carlos Rodríguez   | Ineos Grenadiers            | +6' 49"     |
| 6   | João Almeida       | UAE Team Emirates           | +7' 14"     |
| 7   | Thymen Arensman    | Team DSM                    | +8' 09"     |
| 8   | Ben O'Connor       | AG2R Citroën Team           | +9' 34"     |
| 8   | Rigoberto Uran     | EF Education–EasyPost       | +9' 56"     |
| 10  | Jai Hindley        | Bora–Hansgrohe              | +12' 03"    |

### Etapa a 20-a
10 septembrie 2022 – Moralzarzal - Puerto de Navacerrada, 175,5 km (109,1 mi)
| Loc | Concurent          | Echipă                             | Timp       |
| --- | ------------------ | ---------------------------------- | ---------- |
| 1   | Richard Carapaz    | Ineos Grenadiers                   | 4h 41' 34" |
| 2   | Thymen Arensman    | Team DSM                           | +8"        |
| 3   | Juan Ayuso         | UAE Team Emirates                  | +13"       |
| 4   | Jai Hindley        | Bora–Hansgrohe                     | +13"       |
| 5   | Enric Mas          | Movistar Team                      | +13"       |
| 6   | Remco Evenepoel    | Quick-Step Alpha Vinyl Team        | +15"       |
| 7   | Louis Meintjes     | Intermarché–Wanty–Gobert Matériaux | +15"       |
| 8   | Miguel Ángel López | Astana Qazaqstan Team              | +15"       |
| 9   | João Almeida       | UAE Team Emirates                  | +17"       |
| 10  | Sergio Higuita     | Bora–Hansgrohe                     | +32"       |

| Loc | Concurent          | Echipă                      | Timp        |
| --- | ------------------ | --------------------------- | ----------- |
| 1   | Remco Evenepoel    | Quick-Step Alpha Vinyl Team | 78h 00' 12" |
| 2   | Enric Mas          | Movistar Team               | +2' 05"     |
| 3   | Juan Ayuso         | UAE Team Emirates           | +5' 08"     |
| 4   | Miguel Ángel López | Astana Qazaqstan Team       | +5' 56"     |
| 5   | João Almeida       | UAE Team Emirates           | +7' 16"     |
| 6   | Thymen Arensman    | Team DSM                    | +7' 56"     |
| 7   | Carlos Rodríguez   | Ineos Grenadiers            | +7' 57"     |
| 8   | Ben O'Connor       | AG2R Citroën Team           | +10' 30"    |
| 8   | Rigoberto Uran     | EF Education–EasyPost       | +11' 04"    |
| 10  | Jai Hindley        | Bora–Hansgrohe              | +12' 01"    |

### Etapa a 21-a
11 septembrie 2022 – Las Rozas - Madrid, 100,5 km (62,4 mi)
| Loc | Concurent             | Echipă                  | Timp       |
| --- | --------------------- | ----------------------- | ---------- |
| 1   | Juan Sebastián Molano | UAE Team Emirates       | 2h 26' 36" |
| 2   | Mads Pedersen         | Trek–Segafredo          | +0"        |
| 3   | Pascal Ackermann      | UAE Team Emirates       | +0"        |
| 4   | Mike Teunissen        | Team Jumbo–Visma        | +0"        |
| 5   | Danny van Poppel      | Bora–Hansgrohe          | +0"        |
| 6   | Kaden Groves          | Team BikeExchange–Jayco | +0"        |
| 7   | Fred Wright           | Team Bahrain Victorious | +0"        |
| 8   | Lionel Taminiaux      | Alpecin–Deceuninck      | +0"        |
| 9   | Ben Turner            | Ineos Grenadiers        | +0"        |
| 10  | Cedric Beullens       | Lotto Soudal            | +0"        |

| Loc | Concurent          | Echipă                      | Timp        |
| --- | ------------------ | --------------------------- | ----------- |
| 1   | Remco Evenepoel    | Quick-Step Alpha Vinyl Team | 80h 26' 59" |
| 2   | Enric Mas          | Movistar Team               | +2' 02"     |
| 3   | Juan Ayuso         | UAE Team Emirates           | +4' 57"     |
| 4   | Miguel Ángel López | Astana Qazaqstan Team       | +5' 56"     |
| 5   | João Almeida       | UAE Team Emirates           | +7' 24"     |
| 6   | Thymen Arensman    | Team DSM                    | +7' 45"     |
| 7   | Carlos Rodríguez   | Ineos Grenadiers            | +7' 57"     |
| 8   | Ben O'Connor       | AG2R Citroën Team           | +10' 30"    |
| 8   | Rigoberto Uran     | EF Education–EasyPost       | +11' 04"    |
| 10  | Jai Hindley        | Bora–Hansgrohe              | +12' 01"    |

## Clasamentele actuale

### Clasamentul general
| Loc | Concurent          | Echipă                      | Timp        |
| --- | ------------------ | --------------------------- | ----------- |
| 1   | Remco Evenepoel    | Quick-Step Alpha Vinyl Team | 80h 26' 59" |
| 2   | Enric Mas          | Movistar Team               | +2' 02"     |
| 3   | Juan Ayuso         | UAE Team Emirates           | +4' 57"     |
| 4   | Miguel Ángel López | Astana Qazaqstan Team       | +5' 56"     |
| 5   | João Almeida       | UAE Team Emirates           | +7' 24"     |
| 6   | Thymen Arensman    | Team DSM                    | +7' 45"     |
| 7   | Carlos Rodríguez   | Ineos Grenadiers            | +7' 57"     |
| 8   | Ben O'Connor       | AG2R Citroën Team           | +10' 30"    |
| 8   | Rigoberto Uran     | EF Education–EasyPost       | +11' 04"    |
| 10  | Jai Hindley        | Bora–Hansgrohe              | +12' 01"    |

| Loc | Concurent                   | Echipă                      | Puncte |
| --- | --------------------------- | --------------------------- | ------ |
| 1   | Mads Pedersen (DEN)         | Trek–Segafredo              | 409    |
| 2   | Fred Wright (GBR)           | Team Bahrain Victorious     | 186    |
| 3   | Enric Mas (ESP)             | Movistar Team               | 138    |
| 4   | Remco Evenepoel (BEL)       | Quick-Step Alpha Vinyl Team | 133    |
| 5   | Marc Soler (NED)            | UAE Team Emirates           | 133    |
| 6   | Danny van Poppel (NED)      | Bora–Hansgrohe              | 108    |
| 7   | Pascal Ackermann (GER)      | UAE Team Emirates           | 106    |
| 8   | Richard Carapaz (ECU)       | Ineos Grenadiers            | 105    |
| 9   | Kaden Groves (AUS)          | Team BikeExchange–Jayco     | 74     |
| 10  | Juan Sebastián Molano (COL) | UAE Team Emirates           | 86     |

| Loc | Concurent                | Echipă                      | Puncte |
| --- | ------------------------ | --------------------------- | ------ |
| 1   | Richard Carapaz (ECU)    | Ineos Grenadiers            | 73     |
| 2   | Robert Stannard (AUS)    | Alpecin–Deceuninck          | 36     |
| 3   | Enric Mas (ESP)          | Movistar Team               | 28     |
| 4   | Thymen Arensman (NED)    | Team DSM                    | 23     |
| 5   | Remco Evenepoel (BEL)    | Quick-Step Alpha Vinyl Team | 23     |
| 6   | Marc Soler (ESP)         | UAE Team Emirates           | 23     |
| 7   | Sergio Higuita (COL)     | Bora–Hansgrohe              | 18     |
| 8   | Miguel Ángel López (COL) | Astana Qazaqstan Team       | 17     |
| 9   | Jimmy Janssens (BEL)     | Alpecin–Deceuninck          | 17     |
| 10  | Rubén Fernández (ESP)    | Cofidis                     | 15     |

| Loc | Concurent                 | Echipă                      | Timp         |
| --- | ------------------------- | --------------------------- | ------------ |
| 1   | Remco Evenepoel (BEL)     | Quick-Step Alpha Vinyl Team | 80h 26' 59"  |
| 2   | Juan Ayuso (ESP)          | UAE Team Emirates           | +4' 57"      |
| 3   | João Almeida (POR)        | UAE Team Emirates           | + 7' 24"     |
| 4   | Thymen Arensman (NED)     | Team DSM                    | + 7' 45"     |
| 5   | Carlos Rodríguez (ESP)    | Ineos Grenadiers            | + 7' 57"     |
| 6   | Gino Mäder (SUI)          | Team Bahrain Victorious     | + 52' 25"    |
| 7   | Sergio Higuita (COL)      | Bora–Hansgrohe              | + 1h 01' 23" |
| 8   | José Félix Parra (ESP)    | Equipo Kern Pharma          | + 1h 05' 02" |
| 9   | Clément Champoussin (FRA) | AG2R Citroën Team           | + 1h 24' 39" |
| 10  | Edoardo Zambanini (ITA)   | Team Bahrain Victorious     | + 1h 31' 40" |

| Loc | Echipă                      | Timp         |
| --- | --------------------------- | ------------ |
| 1   | UAE Team Emirates           | 240h 36' 32" |
| 2   | Ineos Grenadiers            | + 55' 35"    |
| 3   | Movistar Team               | + 1h 16' 52" |
| 4   | Team Bahrain Victorious     | + 1h 17' 36" |
| 5   | Astana Qazaqstan Team       | + 1h 34' 18" |
| 6   | Bora–Hansgrohe              | + 1h 38' 20" |
| 7   | Team Jumbo–Visma            | + 2h 12' 14" |
| 8   | EF Education–EasyPost       | +2h 25' 47"  |
| 9   | Groupama–FDJ                | + 2h 33' 37" |
| 10  | Quick-Step Alpha Vinyl Team | + 2h 47' 09" |

## Legături externe
- en  Site-ul oficial al competiției
- Turul Spaniei 2022 – ProCyclingStats